# Giorgio Montini
Giorgio Montini (ur. 30 czerwca 1860 w Concesio, zm. 12 stycznia 1943 w Brescii) − włoski adwokat, polityk.

## Działalność publiczna
Był adwokatem, ale zajmował się dziennikarstwem i czynnie uczestniczył w katolickim ruchu społecznym. W 1919 został wybrany deputowanym do Izby Deputowanych z ramienia Włoskiej Partii Ludowej. Na znak protestu przeciwko reżimowi faszystowskiemu w 1925 zrzekł się mandatu.

## Rodzina
Giorgio Montini był mężem Giudetty Alghisi, z którą miał trzech synów: 
- polityka Ludovica (1896-1990),
- duchownego katolickiego Giovanniego Batistę, który został wybrany na papieża i przyjął imię Pawła VI (1897-1978),
- Francesca (1900-1971)[1].